# 2025 dans le catholicisme
Chronologie du catholicisme
- 2021
- 2022
- 2023
- 2024
- 2025
- 2026
- 2027
- 2028
- 2029

Cet article présente les faits marquants de l'année 2025 dans le catholicisme.
L'année 2025 est déclarée Année sainte par le pape François, qui ouvre officiellement le Jubilé de l'Espérance le 24 décembre 2024. Celui-ci se terminera le jour de l'Épiphanie 2026.
L'année 2025 est notamment marquée par le décès du pape François et l'élection de son successeur Léon XIV.

## Événements

### Janvier
- 6 janvier : nomination de Simona Brambilla comme préfète du Dicastère pour les instituts de vie consacrée et les sociétés de vie apostolique. C'est la première fois qu'une femme occupe une fonction de préfète de dicastère au Vatican[2].
- 23 janvier : érection du diocèse d'Alto Molócuè (Mozambique)[3].
- 25 janvier : érection du diocèse de Mindat (Birmanie)[4].

### Février
- 11 février : révélation médiatique de l'affaire Bétharram.
- 14 février : le pape François est hospitalisé à l'Hôpital Gemelli, d'abord pour une bronchite puis pour une double pneumonie[5].

### Mars
- 1er mars : nomination de Raffaella Petrini comme présidente du Gouvernorat de l'État de la Cité du Vatican et de la Commission pontificale pour l'État de la Cité du Vatican, première femme à occuper ces fonctions[6].
- 7 mars : élection du diocèse de Bagamoyo (Tanzanie)[7].
- 22 mars : élection du diocèse de Caazapá (Paraguay)[8].
- 23 mars : après plus d'un mois d'hospitalisation pour une double pneumonie, le pape François sort de l'Hôpital Gemelli[9].

### Avril
- 2 avril : élection du cardinal Jean-Marc Aveline comme président de la Conférence des évêques de France[10].
- 21 avril : décès du pape François au Vatican.
- 26 avril : funérailles du pape François.

### Mai
- 7 mai : début du conclave chargé d'élire le successeur de François.
- 8 mai : élection du cardinal Robert Francis Prevost sous le nom de Léon XIV, en tant que 267e pape.
- 17 mai : béatification de Camille Costa de Beauregard à Chambéry.
- 18 mai : inauguration solennelle du pontificat de Léon XIV.

### Juin
- 15 juin : béatification de Floribert Bwana Chui à Rome.

### Juillet
- 1er juillet : le cardinal Jean-Marc Aveline prend ses fonctions comme président de la Conférence des évêques de France, succédant à Éric de Moulins-Beaufort.
- 17 juillet : l'église de la Sainte-Famille de Gaza, seule église catholique de Gaza, est bombardée par l'armée israélienne, causant 3 morts[11].
- 27 juillet : 43 personnes, dont 32 chrétiens de la croisade eucharistique[12], sont tuées par des combattants des Forces démocratiques lors d'une attaque à Komanda, en République démocratique du Congo[13].
- du 28 juillet au 3 août : jubilé des jeunes[14], clôturé par une veillée et une messe réunissant un million de jeunes[15].

### Août
- x

### Septembre
- x

### Octobre
- x

### Novembre
- x

### Décembre
- x

## Décès en 2025
Janvier
- 2 janvier : John Wijngaards, prêtre, missionnaire et théologien néerlandais, défenseur de l'ordination des femmes (° 30 septembre 1935)
- 14 janvier : Ladislav Hučko, prélat tchèque, exarque apostolique de l'Église grecque-catholique tchèque (° 6 février 1948)
- 17 janvier : François Ponchaud, prêtre, missionnaire et auteur français, témoin des crimes des Khmers rouges (° 8 février 1839)
- 18 janvier : Jacques Fournier, prêtre français, engagé dans la vie associative, les patronages et l'éducation (° 1er juillet 1925)
- 29 janvier : Richard Williamson, prélat traditionaliste, complotiste et négationniste britannique (° 8 mars 1940)

Février
- 2 février : 
  - Job an Irien, prêtre et homme de lettres français bretonnant (° 15 octobre 1937)
  - Abílio Rodas de Sousa Ribas, prélat spiritain santo-portugais, évêque de Sao Tomé-et-Principe (° 2 janvier 1931)
- 18 février : Gerald Ridsdale, prêtre pédocriminel australien (° 20 mai 1934)
- 19 février : Nicolas Castellanos Franco, prélat espagnol, évêque de Palencia, démissionnaire pour partir en mission en Bolivie (° 18 février 1935)
- 20 février : Fernand Arsenault, prêtre et enseignant canadien (° 27 octobre 1929)

Mars
- 15 mars : Claude Gilliot, prêtre dominicain et islamologue français (° 6 janvier 1940)
- 18 mars : Pawlu Cremona, prélat dominicain maltais, archevêque de Malte (° 25 janvier 1946)
- 22 mars : Xavier Le Pichon, géodynamicien et militant catholique français (° 18 juin 1937)
- 27 mars : Joseph Maximos Fahmé, prêtre de l’Église grecque-catholique melchite et chantre syro-français (° 4 avril 1924)

Avril
- 3 avril : Theodore McCarrick, cardinal américain renvoyé de l'état clérical pour abus sexuels, précédemment évêque auxiliaire de New York et évêque titulaire de Rusibisir (de), évêque de Metuchen (en), archevêque de Newark puis de Washington (° 7 juillet 1930)
- 4 avril : Peter Turang, prélat indonésien, archevêque de Kupang (° 23 février 1947)
- 10 avril : René Dupont, prélat et missionnaire français, évêque d'Andong (° 2 septembre 1929)
- 15 avril : Werner Thissen, prélat allemand, archevêque de Hambourg (° 3 décembre 1938)
- 21 avril : 
  - François, 266e pape (° 17 décembre 1936)
  - Odile de Vasselot de Régné, résistante et laïque consacrée française (° 6 janvier 1922)
- 29 avril : David Tracy, prêtre et théologien américain (° 6 janvier 1939)
- 30 avril : Inah Canabarro Lucas, religieuse brésilienne, doyenne de l'humanité (° 8 juin 1908)

Mai
- 30 mai : James Hector MacDonald, prélat canadien, archevêque de Saint-Jean (° 28 avril 1925)

Juin
- 8 juin : Lawrence Eugene Brandt, prélat américain, évêque de Greensburg (° 27 mars 1939)
- 30 juin : Luis Pascual Dri, cardinal argentin (° 17 avril 1927)

Juillet
- 9 juillet : Maurice Choriol, religieux bénédictin français, abbé de Tholey (° 22 novembre 1959)
- 13 juillet : Alberto Bottari de Castello, prélat italien, diplomate du Saint-Siège (° 5 juillet 1942)
- 15 juillet : André Vingt-Trois, cardinal français, archevêque de Paris (° 7 novembre 1942)

Août
- 8 août : Estanislao Esteban Karlic, cardinal argentin, archevêque de Paraná (° 7 février 1926)
- 12 août : Joseph Willy Romélus, prélat haïtien, évêque de Jérémie (° 17 janvier 1931)

Septembre
- x

Octobre
- x

Novembre
- x

Décembre
- x